# Hagen (Beimerstetten)
Hagen ist ein Ortsteil von Beimerstetten im Alb-Donau-Kreis in Baden-Württemberg.
Der Weiler liegt zwei Kilometer südlich von Beimerstetten. Der Ort besteht aus vier Höfen.

## Geschichte
Hagen wird erstmals 1284 genannt. Grundherrschaft und Niedergerichtsbarkeit gehörten bis zur Säkularisation im Jahr 1803 dem Wengenkloster.
Im Jahre 1810 kam Hagen mit Ulm zu Württemberg und gehört seit 1829 zur Gemeinde Beimerstetten.